# 赤壁
赤壁是一地名，聞名於西元208年之赤壁之戰，以及大文豪蘇軾以赤壁為題之著名詞賦。而現代指1998年改名為赤壁市的原湖北省蒲圻市。

## 赤壁之战
赤壁之战发生于漢末三国时期，乃三大战役之一，当时基本上控制了中国北方的曹操率领大军在长江沿岸赤壁、乌林一線与刘备、孙权的联军交战，结果人数處劣势的孙刘联军发动火攻，曹军大败，失去了统一海內的机会，也大致确定了三国时代三足鼎立、分割天下的局面。
赤壁之战不但对当时历史产生了深远影响，参战双方的主要人物如曹操、周瑜、诸葛亮等也为后代所熟知、敬仰，而民间更流传了一大批生动的故事，如群英会、草船借箭、借东风、连环计等，“火烧赤壁”成为了中国历史上最知名的战事之一。

## 赤壁之战发生地点及争议

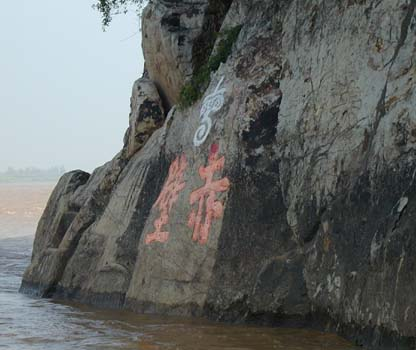
赤壁市三國赤壁古戰場內赤壁

数百年來，历史学界對於「赤壁」之战发生的地点問題多有討論，諸說並起，被傳媒稱為「新赤壁大戰」。一般統計，至少有七種「赤壁說」：蒲圻說、黃州說、鍾祥說、武昌說、漢陽說、漢川說、嘉魚說。从现当代观点来看，爭論的焦點在蒲圻說和嘉魚說之间，而历史学出版物和已发现文物证据更偏向于蒲圻说。
近年，考古發現開始補充正史記載。1973年出土了東漢晚期的銅單馬鐙一件，印有東漢獻帝「建安八年」（203年）的瓦硯一台，並有東漢銅鏡、陶瓷器和箭鏃等。1976年，在赤壁山下一米多深的土層中發現沉船上的鐵環、鐵釘、東漢銅鏡等物。同年，又在赤壁山上發現銅、鐵、玉帶鉤各一件。

### 蒲圻说
陰法魯主編的《古文觀止譯注》中寫道：「那個赤壁，在今湖北省蒲圻縣西北，長江南岸。」《元和郡縣圖志》亦稱：「赤壁山在蒲圻縣西一百二十里，北臨大江，其北岸即烏林，即周瑜用黃蓋策，焚曹公舟船敗走處。」胡三省注的《資治通鑒》和譚其驤主編的《中國歷史地圖集》也采用了这一学说。1970年以后，蒲圻市赤壁山及长江对岸的乌林连续出土了大量东汉时期的文物，包括1973年出土的铜马镫、“建安八年”（203年）字样的瓦砚，1976年赤壁山下土层中的沉船遗址、赤壁山上的各式汉朝带钩，1987年开探的墓室中诸葛亮设计的铜弩机、东汉通行的五铢钱等等。1991年，湖北大學人文學院专门出版了《古戰場蒲圻赤壁論文集》。1998年，蒲圻市正式改名为赤壁市。

### 嘉鱼说
语言学家王力主編的《古代漢語》和朱東潤主編的《中國歷代文學作品選》，都持赤壁在今湖北嘉魚縣東北的觀點。如上溯此說之源，有《大清一統志》引據《水經注》為證。《水經注》曰：「赤壁山在百人山南，應在嘉魚縣東北，與江夏接界處，上去烏林二百里。」此說後來為清末著名地理學家楊守敬所首肯。

## 东坡赤壁
北宋大文豪苏轼在被贬官至黄州（今湖北黄冈）时，曾先后写下了《念奴娇·赤壁怀古》、《前赤壁赋》和《後赤壁賦》三部千古传诵的名篇。《念奴娇》一词更是以其恢宏的气度，几乎成为后代评说追念三国的点题之作。不过一般认为苏轼实际游览的赤壁，是黄州东北的赤鼻矶，而不是发生赤壁之战的蒲圻或嘉鱼赤壁。
但是由于苏东坡文章的深远影响，黄州赤壁也因此成名，被称为“文赤壁”或“东坡赤壁”，与原来的“武赤壁”相对应。还有学者认为苏东坡本来就知道这个赤壁不是赤壁之战的赤壁，所以在词作中明确加上了“人道是，三国周郎赤壁”的字眼。

## 赤壁市
1998年，为了开发旅游资源等考虑，湖北省咸宁市下的蒲圻市正式改名为赤壁市。该市西北的赤壁山和长江对岸的乌林在1970年代后连续出土了东汉铜铁器、箭簇、货币等大量文物，成为现代主导赤壁所在地争议的重要证据。

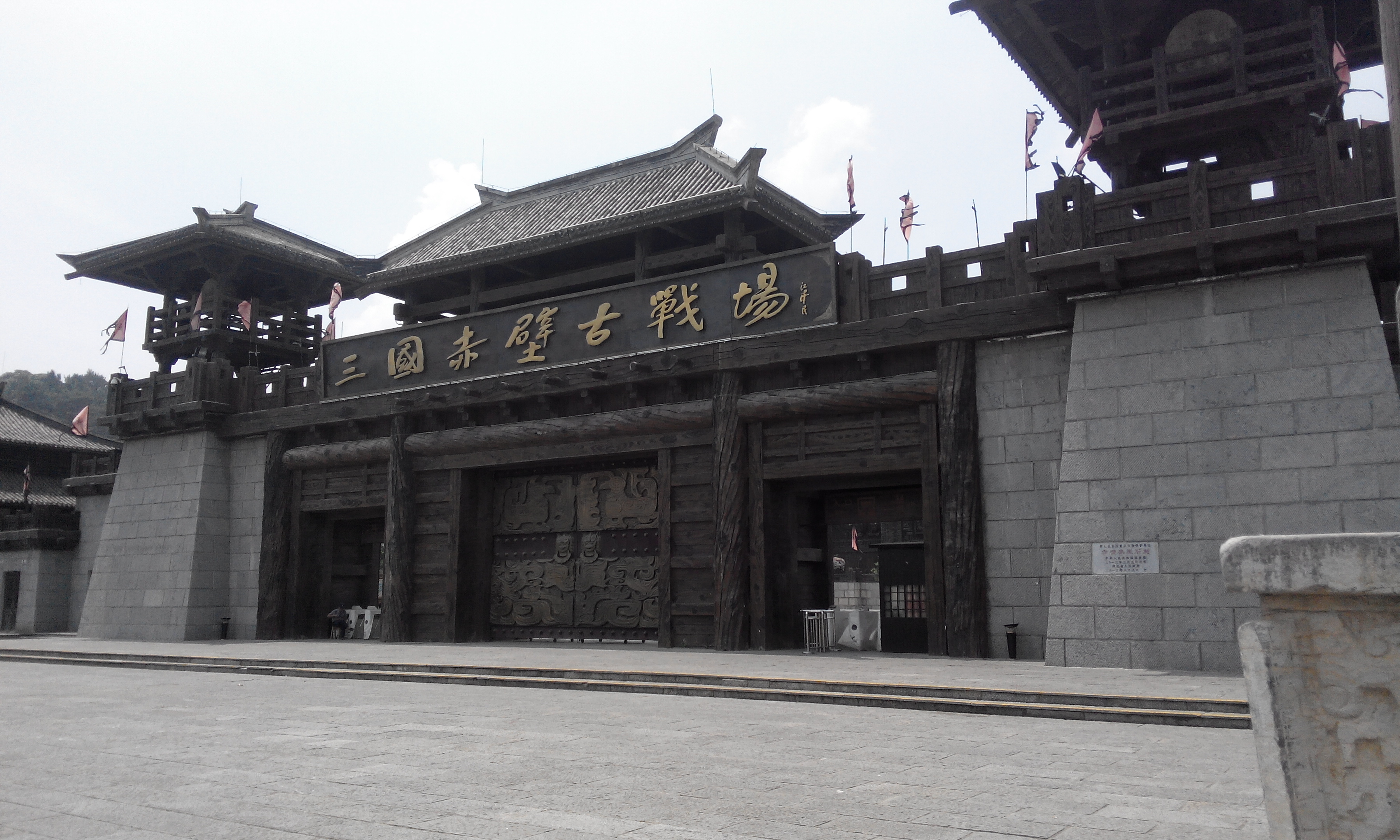
赤壁古战场景区大门

现在赤壁是赤壁市的重要旅游地，距离市区40公里的赤壁鎮，主要由赤壁山、南屏山、金鸾山组成。鎮內開發了三國赤壁古戰場5A級旅遊景區，有很多三國相关景点，除了江边悬崖的“赤壁”二字外，还有湖北省境内最大的人物石雕巨型周瑜塑像，以及武侯拜风台、凤雏庵、碑廊、陈列馆等。